# Franco Ricciardi Live
Franco Ricciardi Live è il primo album dal vivo del cantautore italiano Franco Ricciardi, pubblicato nel 2000 e registrato in occasione della Festa di Porta Capuana a Napoli.

## Tracce
1. 'O sarracino – 4:15
2. Nun me lassà – 4:47
3. C'aggia fà – 4:12
4. Quando si ama – 4:08
5. Cuore nero – 6:00
6. Ed ora piove – 4:20
7. Core – 3:28
8. Bella signora – 4:03